# Lee Colin
Lee Colin (Borgerhout, 26 mei 1994) is een Belgisch voetballer die als linksback speelt. Hij stroomde in 2011 door vanuit de jeugd van Antwerp FC.

## Clubcarrière
Colin debuteerde tijdens het seizoen 2011/2012 in het betaald voetbal in het shirt van Antwerp FC, op dat moment actief in de tweede klasse. In januari 2012 werd hij voor zes maanden uitgeleend aan de Antwerpse toenmalige eersteprovincialer KFC Zwarte Leeuw. In juli 2012 keerde hij terug naar Antwerp. In het seizoen 2012-2013 speelde hij veertien competitiewedstrijden.

## Statistieken
| Seizoen | Club             | Competitie         | Wedstrijden | Doelpunten |
| ------- | ---------------- | ------------------ | ----------- | ---------- |
| 2011/12 | Antwerp FC       | Tweede klasse      | 1           | 0          |
| 2011/12 | KFC Zwarte Leeuw | Eerste provinciale | ?           | ?          |
| 2012/13 | Antwerp FC       | Tweede klasse      | 14          | 0          |